# Вулиця Сушка (Львів)
Ву́лиця Рома́на Сушка́ — вулиця в Залізничному районі Львова на Левандівці. Розташована між вулицями Озерною і Машиністів, паралельно до них; з'єднує вулиці Кузнярівку та Алмазну. Нумерація будинків ведеться від Алмазної. Вулиця має ґрунтове покриття, без хідників.

## Історія та забудова
Прокладена 1957 року, мала первісну назву вулиця Колективна. 1993 року перейменована на честь українського військового й політичного діяча, полковника Січових Стрільців Романа Сушка. Забудова двоповерхова барачна 1950-х років і триповерхова 1960-х років.

## Галерея

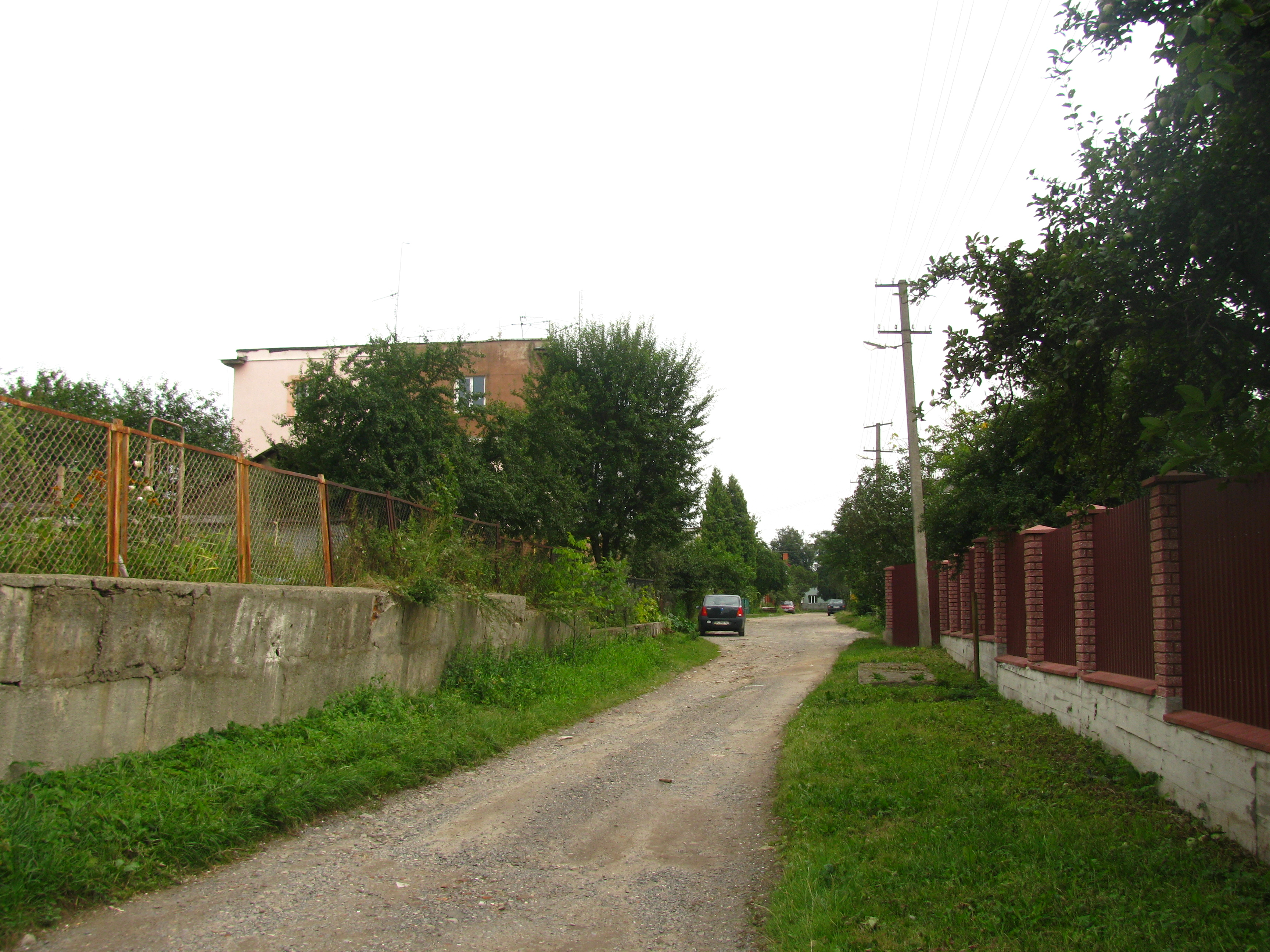
Кінець вулиці (2012)
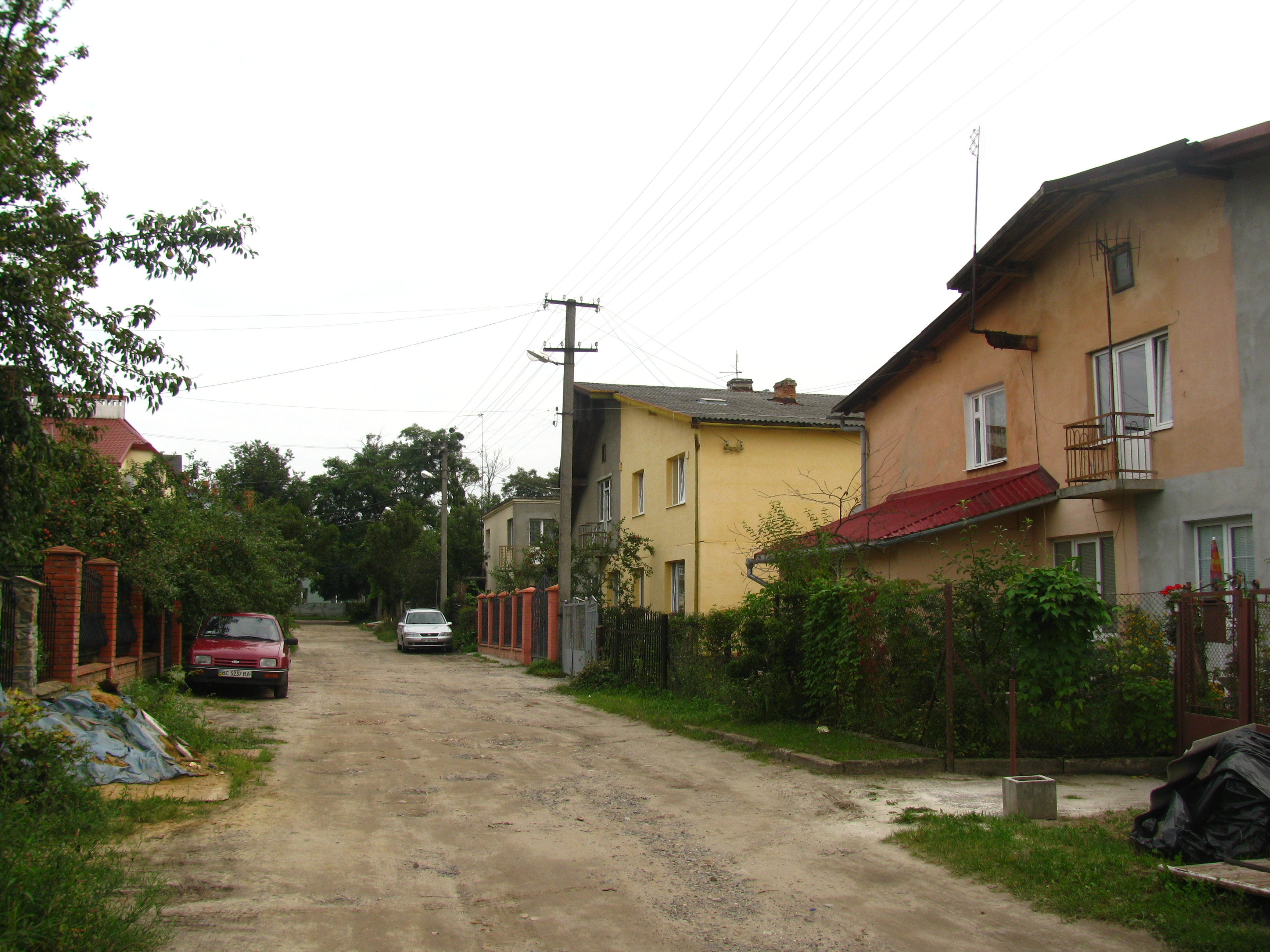
Середина вулиці (2012)